# Zusammenfassung der Merkmale des Arzneimittels
Die Zusammenfassung der Merkmale des Arzneimittels ist ein wesentlicher Produktbestandteil eines jeden Arzneimittels und fasst dessen wesentliche Eigenschaften sowie begleitende Informationen  zusammen, wie sie zwischen dem pharmazeutischen Unternehmer und der zuständigen Zulassungsbehörde vereinbart wurden. Geläufig und allgemein gebräuchlich ist vor allem der englische Begriff, Summary of Product Characteristics (SPC, auch SmPC zur Unterscheidung von Supplementary Protection Certificate). Sie ist praktisch identisch mit der Fachinformation des betreffenden Arzneimittels.

## Rechtsgrundlage und Inhalt
Im Rahmen der Richtlinie 2001/83/EG des europäischen Parlaments und des Rates wurden Form und Inhalt für die SPC eines Humanarzneimittels innerhalb des europäischen Rechtsraums festgelegt:
- Handelsname
- Qualitative und quantitative Zusammensetzung
- Darreichungsform
- Klinische Angaben wie Anwendungsgebiete (Indikationen), Dosierung, Art und Dauer der Anwendung, Gegenanzeigen (Kontraindikationen), Vorsichtsmaßnahmen bei der Anwendung, Wechselwirkungen, Anwendung in Schwangerschaft und Stillzeit, Auswirkungen auf Verkehrstüchtigkeit und die Fähigkeit zur Bedienung von Maschinen, Nebenwirkungen und Überdosierung
- Pharmakologische Eigenschaften
- Pharmazeutische Eigenschaften (enthaltene sonstige Bestandteile (Hilfsstoffe), Haltbarkeitsdauer, Angaben zum Behältnis bzw. Verpackung, besondere Vorsichtsmaßnahmen für die Aufbewahrung etc.)
- Zulassungsinhaber (in der Regel ein Pharmaunternehmen)
- Zulassungsnummer
- Datum der Zulassung
- Datum der Textüberarbeitung

## Entstehung und Verwendung
Die SPC wird während des Verfahrens der Arzneimittelzulassung entwickelt. Dazu wird zunächst ein Vorschlag vom Antragsteller als Bestandteil des Zulassungsantrags eingereicht. Ist das Verfahren abgeschlossen, so enthält der Wortlaut der SPC die zwischen der zuständigen Arzneimittelbehörde des betroffenen Mitgliedsstaates und dem Antragsteller vereinbarte, endgültige Aussage über das betroffene Arzneimittel. Die zuständige Behörde hat der Öffentlichkeit die SPC jedes von ihr genehmigten Arzneimittels verfügbar zu machen.
Wesentliche Inhalte der SPC können ohne Zustimmung der zuständigen Behörde nicht geändert werden. Neben ihrer Funktion als Grundlage für die Fachinformation in Bezug auf die sichere und wirksame Anwendung des Arzneimittels bildet sie inhaltlich auch die Basis für den Beipackzettel. Sie muss in der Amtssprache des Mitgliedsstaats abgefasst sein, in dem das Arzneimittel zugelassen ist und in Verkehr gebracht werden soll.